# Unterseeboot 602
L'Unterseeboot 602 ou U-602 est un sous-marin allemand (U-Boot) de type VIIC utilisé par la Kriegsmarine pendant la Seconde Guerre mondiale.
Le sous-marin fut commandé le 22 mai 1940 à Hambourg (Blohm & Voss), sa quille fut posée le 8 février 1941, il fut lancé le 30 octobre 1941 et mis en service le 29 décembre 1941, sous le commandement du Kapitänleutnant Philipp Schüler.
Il fut porté disparu au nord d'Oran en avril 1943.

## Conception
Unterseeboot type VII, l'U-602 avait un déplacement de 769 tonnes en surface et 871 tonnes en plongée. Il avait une longueur totale de 67,10 m, un maître-bau de 6,20 m, une hauteur de 9,60 m et un tirant d'eau de 4,74 m. Le sous-marin était propulsé par deux hélices de 1,23 m, deux moteurs diesel Germaniawerft M6V 40/46 de 6 cylindres en ligne de 1 400 cv à 470 tr/min, produisant un total de 2 060 à 2 350 kW en surface et de deux moteurs électriques BBC GG UB 720/8 de 375 cv à 295 tr/min, produisant un total 550 kW, en plongée. Le sous-marin avait une vitesse en surface de 17,7 nœuds (32,8 km/h) et une vitesse de 7,6 nœuds (14,1 km/h) en plongée. Immergé, il avait un rayon d'action de 80 milles marins (150 km) à 4 nœuds (7,4 km/h; 4,6 milles par heure) et pouvait atteindre une profondeur de 230 m. En surface son rayon d'action était de 8 500 milles nautiques (soit 15 700 km) à 10 nœuds (19 km/h). 
L'U-602 était équipé de cinq tubes lance-torpilles de 53,3 cm (quatre montés à l'avant et un à l'arrière) qui contenait quatorze torpilles. Il était équipé d'un canon de 8,8 cm SK C/35 (220 coups) et d'un canon antiaérien de 20 mm Flak. Il pouvait transporter 26 mines TMA ou 39 mines TMB. Son équipage comprenait 4 officiers et 40 à 56 sous-mariniers.

## Historique
Il suit son temps d'entraînement et de formation initiale à la 5. Unterseebootsflottille jusqu'au 30 septembre 1942, il intégra sa formation de combat dans la 7. Unterseebootsflottille et dans la 29. Unterseebootsflottille à partir du 1er janvier 1943.
Il patrouille dans l'Atlantique Nord de septembre à novembre 1942, sans rencontrer aucun succès de guerre.
L'U-602 est ensuite affecté en Méditerranée. Il passa le détroit de Gibraltar durant la nuit du 7 au 8 décembre 1942.
En fin de soirée du 9 décembre 1942, il torpilla et endommagea le destroyer britannique HMS Porcupine, escortant le bâtiment-dépôt HMS Maidstone (en) de Gibraltar à Alger, dans le nord-nord-est du cap Ferrat. Le navire de guerre se cassa en deux parties, remorquées jusqu'à Arzew. La section avant sera remorquée vers la Grande-Bretagne pour y être réparée.
Il navigue de février à mars 1943 le long des côtes algériennes, sans succès. Il arrive à la base sous-marine de Toulon le 9 mars.
L'U-602 quitte cette base pour la dernière fois le 6 avril 1943 pour patrouiller de nouveau le long des côtes algériennes. Il envoie un dernier message le 19 avril de la position 36° 50′ N, 0° 00′ O; puis il ne donne plus aucune nouvelle. Il a coulé le 23 avril 1943, sans doute au large d'Oran pour des raisons inconnues.
Les quarante-huit membres d'équipage sont portés disparus. Son épave n'a pas été retrouvée.
Une hypothèse fantaisiste suppose que l'U-602 aurait sombré dans les eaux de l'îlot baléare de Tagomago, tout proche d'Ibiza. Elle fait l'objet d'un roman de l'historien baléare Pere Vilàs, paru en 2010.

## Affectations
- 5. Unterseebootsflottille du 29 décembre 1941 au 30 septembre 1942 (Période de formation).
- 7. Unterseebootsflottille du 1er octobre 1942 au 31 décembre 1942 (Unité combattante).
- 29. Unterseebootsflottille du 1er janvier 1943 au 19 avril 1943 (Unité combattante).

## Commandement
- Kapitänleutnant Philipp Schüler du 29 décembre 1941 au 19 avril 1943.

## Patrouilles
|       | Commandant             | Départ            | Départ    | Arrivée          | Arrivée       | Jours     | Succès  |
| ----- | ---------------------- | ----------------- | --------- | ---------------- | ------------- | --------- | ------- |
| 1     | Kptlt. Philipp Schüler | 26 septembre 1942 | Kiel      | 6 novembre 1942  | Lorient       | 42 jours  |         |
| 2     | Kptlt. Philipp Schüler | 1er décembre 1942 | Lorient   | 21 décembre 1942 | La Spezia     | 21 jours  | 1 540   |
| 3     | Kptlt. Philipp Schüler | 6 février 1943    | La Spezia | 9 mars 1943      | Toulon        | 32 jours  |         |
| 4     | Kptlt. Philipp Schüler | 6 avril 1943      | Toulon    | 19 avril 1943    | Porté disparu | 14 jours  |         |
| Total | Total                  | Total             | Total     | Total            | Total         | 109 jours | 1 540 t |

Note : Kptlt. = Kapitänleutnant

### Opérations Wolfpack
L'U-602 opéra avec les Rudeltaktik (meute de loups) durant sa carrière opérationnelle.
- Panther (6-16 octobre 1942)
- Puma (16-29 octobre 1942)

## Navires coulés
L'U-602 détruisit 1 navire de guerre de 1 540 tonneaux au cours des 4 patrouilles (109 jours en mer) qu'il effectua.
| Date            | Nom           | Nationalité | Tonnage | Convoi | Fait         | Localisation        |
| --------------- | ------------- | ----------- | ------- | ------ | ------------ | ------------------- |
| 9 décembre 1942 | HMS Porcupine | Royal Navy  | 1 540   | -      | Perte totale | 36° 40′ N, 0° 04′ O |